# Segontiacs
Els segontiacs (llatí: Segontiaci) foren un poble celta del sud de Britànnia, que ocupava potser la regió del modern Hampshire, tot i que la seva localització és controvertida.